# Vocabolario Treccani
Pour les articles homonymes, voir Treccani (homonymie).
Le Vocabolario Treccani est un dictionnaire en langue italienne, ouvrage de référence publié par l'Istituto dell'Enciclopedia Italiana.

## Éditions
- La première édition est publiée entre 1986 et 1994.
- La deuxième édition est publiée en 1997. Elle comporte cinq volumes et un CD-ROM.